# Metolazona

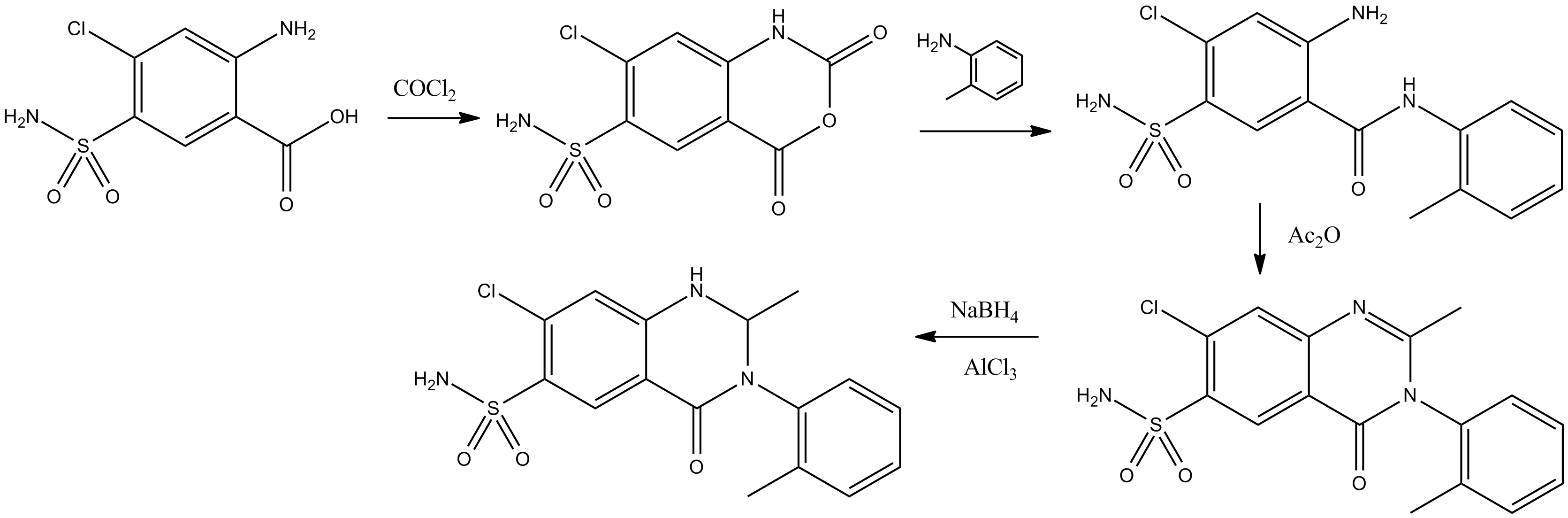
Estructura química de la metolazona.

La metolazona es un diurético inhibidor ampliamente usado en la farmacología.[cita requerida] Experimentalmente puede ser utilizado, al igual que la tiazida, como inhibidor de cotransportadores de iones potasio, sodio y cloruro en el túbulo contorneado proximal y distal, al igual que en el Asa de Henle. Al inhibir estos cotransportadores no ingresan iones ni sus equivalentes osmóticos de agua a las células del túbulo, en general acumulándose en el lumen disminuyendo la presión arterial (hipotensión arterial). Para más información es recomendable ahondar en la bioquímica neta de los procesos fisiológicos que gobiernan la regulación de los procesos de reabsorción a nivel tanto celular como molecular.
- Datos: Q1169561
- Multimedia: Metolazone / Q1169561